# Łany (Stodoły-Wieś)
Łany – część wsi Stodoły-Wieś w Polsce, położona w województwie świętokrzyskim, w powiecie opatowskim, w gminie Wojciechowice.
W latach 1975–1998 Łany administracyjnie należały do województwa tarnobrzeskiego.